# 奥洞戸村
奥洞戸村（おくほらどむら）は、かつて岐阜県武儀郡にあった村である。
現在の関市北西部に該当し、旧・洞戸村北部である。

## 歴史
- 1875年（明治8年） - 阿部村、老洞村、松谷村、小瀬見村、高見村、高賀村、尾倉村が合併し、奥洞戸村となる。
- 1889年（明治22年）7月1日 - 町村制により、奥洞戸村が発足。
- 1897年（明治30年）4月1日 - 市場村、通元寺村、片村、菅谷村、下洞戸村、栗原村、飛瀬村と合併して洞戸村が発足。同日奥洞戸村は廃止。

## 神社・仏閣
- 高賀神社